# Pycnogonum africanum
Pycnogonum africanum är en havsspindelart som beskrevs av Calman, W.T. 1938. Pycnogonum africanum ingår i släktet Pycnogonum och familjen Pycnogonidae. Inga underarter finns listade i Catalogue of Life.